# Andrzej Maleszka

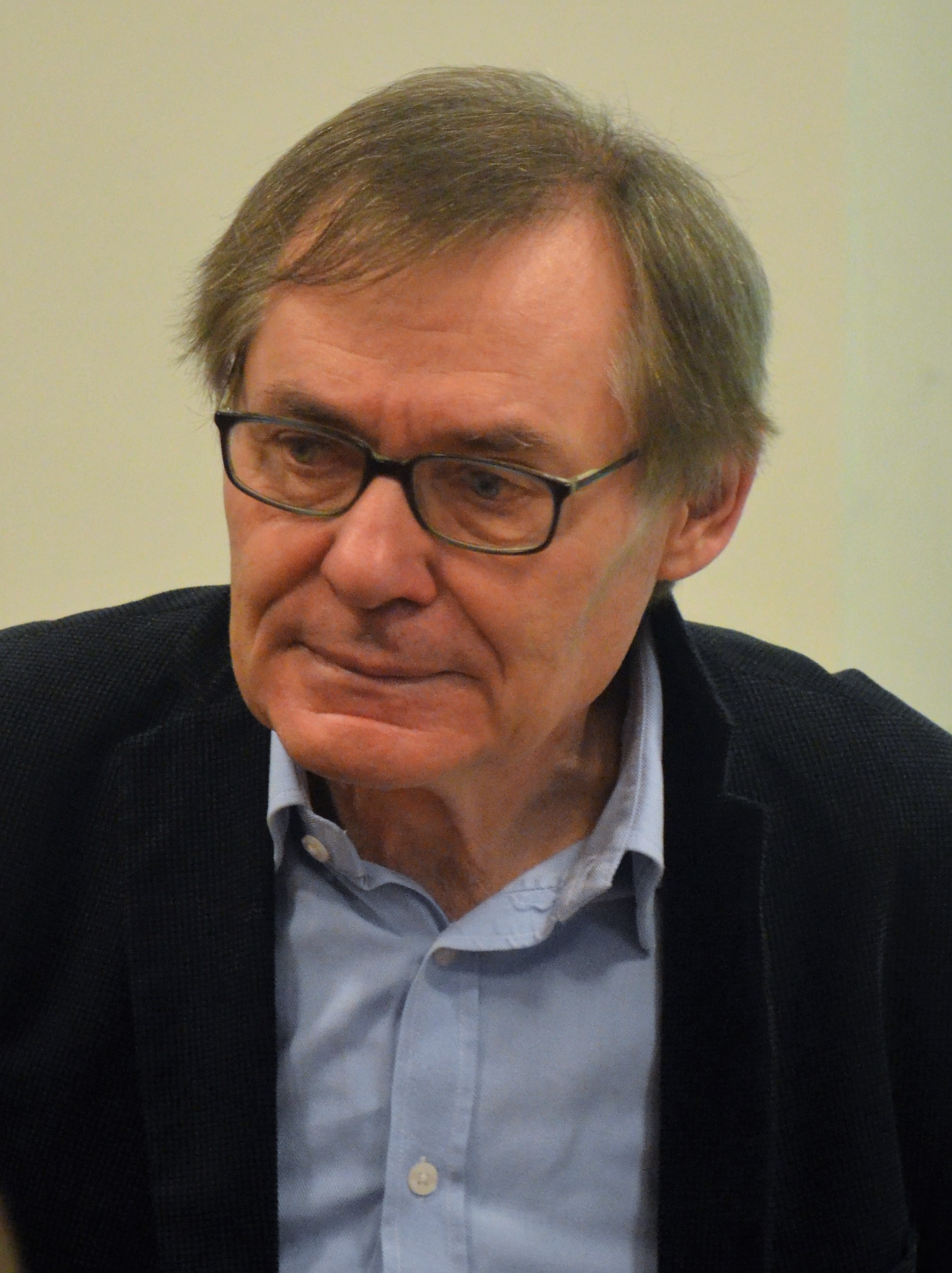
Andrzej Maleszka (2019)

Andrzej Maleszka (* 3. März 1955 in Poznań) ist ein polnischer Drehbuchautor, Regisseur und Schriftsteller. Er erstellte Kinderserien, Kinderfilme und Kinderbücher, welche von Magie und Zauberei handeln.

## Leben und Karriere
Andrzej Maleszka studierte in seinem Geburtsort an der Adam-Mickiewicz-Universität Posen polnische Philologie und Theaterwissenschaften. Er spezialisierte sich auf Werke für Kinder und Jugendliche. Dabei produzierte er Kinderserien für das öffentliche Fernsehen, Filme für Kinder und Jugendliche und viele Theaterstücke für das Fernsehtheater. Seine Leistungen wurden sowohl in Polen als auch im Ausland anerkannt. In Berlin erfolgte im Jahre 1992 die deutsche Erstaufführung des Werkes Ballada o Kasi i Drzewnie, Katja und der Baum. Im gleichen Jahr produzierte er die Kinderserie Mama Nic mit den Hauptdarstellern Danuta Stenka und Krzysztof Nguyen. Andrzej Maleszka erhielt für seine Werke für Kinder viele Auszeichnungen. Er wurde zum Preisträger des Grand Prix und des UNESCO-Preises von der Stiftung Prix Jeunesse im Internationalen Festival in München gekürt. Später erhielt er im Jahre 1993 die Silbermedaille beim New York Television Festival und im Jahre 1994 den Preis der Jury beim Chicago International Television Festival. Im Jahre 1995 wurde von Andrzej Maleszka die Kinderserie Maszyna Zmian, Die Verwandlungsmaschine produziert, welche von einer magischen Gitterkugel handelt. Für diese Serie wurde er im Jahre 1996 mit dem Grand Prix von München ausgezeichnet. Danach erwarb er im Jahre 1998 den Grand Prix beim Montevideo Television Film Festival. Diejenige Auszeichnung, durch welche er die größte Bekanntschaft erlangte, ist der Emmy Award. Bereits im Jahre 1998 erfolgte eine Emmy-Award-Nominierung für den Film Telejulia, welcher eine Anknüpfung an Maszyna Zmian ist. Am 19. November 2007 erhielt Andrzej Maleszka in New York für seinen Film Magiczne Drzewo (Der magische Baum) den internationalen Emmy Award in der Kategorie Fernsehproduktionen für Kinder und Jugendliche. In dieser Zeit wurde Der magische Baum zu einer der bekanntesten Kinderproduktionen in ganz Polen gemacht. Im Jahre 2008 erstellte Andrzej Maleszka zusammen mit Karola Hattop den Film Das Morphus-Geheimnis mit Jonas Hämmerle und Oliver Korittke als Hauptdarsteller. Seit 2009 werden die Kinderromane der Reihe Magiczne Drzewo durch den Verlag des Znak Publishing Institute veröffentlicht. Die Kinderbuchreihe Magiczne Drzewo entwickelte sich vor allem mit Büchern wie Czerwone Krzesło – Der rote Stuhl und Tajemnica Mostu – Das Geheimnis der Brücke zu einer der meistgelesenen Kinderbuchreihen in Polen.

## Serien und Filme
Folgende Produktionen für Kinder erstellte Andrzej Maleszka:
- 1992: Mama Nic
- 1993: Jacek
- 1995: Die Verwandlungsmaschine (Maszyna Zmian), erste Staffel
- 1996: Die Verwandlungsmaschine (Maszyna Zmian Nowe Przygody), zweite Staffel
- 1997: Polowanie
- 1999: Hundert Minuten Ferien (Sto Minut Wakacji)
- 2000: Koniec świata u Nowaków
- 2003–2006: Der magische Baum (Magiczne drzewo), siebenteilige Serie
- 2008: Das Morphus-Geheimnis
- 2009: Der magische Baum (Magiczne Drzewo), Kinofilm

## Produktionsstil
Andrzej Maleszka ist ein großer Bewunderer von Kinofilmen, welche er als Vorlage für seine Produktionen verwendete. Zu seinen Lieblingsfilmen zählen E.T. – Der Außerirdische, Die Goonies und Falsches Spiel mit Roger Rabbit. Insbesondere die Kinderdarsteller und die Bildbearbeitung der genannten drei Filme prägten die Erstellungsweise von den Filmen und Serien von Andrzej Maleszka. In den Produktionen von Andrzej Maleszka tauchen als Kinderdarsteller insbesondere Krzysztof Nguyen und Piotr Budzowski auf. Als Erwachsenendarsteller erscheinen insbesondere Danuta Stenka, Wiktor Zborowski, Paweł Burczyk und Krystyna Feldman. Die Bildbearbeitung der Serien und Filme von Andrzej Maleszka erfolgte in den meisten Fällen durch Jacek Prosiński. Die Musik wurde meist von Krzesimir Dębski komponiert.